# Тільки в м'юзік холі
«Тільки в м'юзік холі» (рос. «Только в мюзик-холле») — український радянський художній фільм 1980 року режисера Миколи Ковальського.

## Сюжет
Студент-хімік Ванадій мріє стати артистом м'юзік холу. Тим більше — під час репетиції він знайомиться з молодою артисткою. Але цьому противиться мама. Колись вона теж була артисткою. Всіма правдами й неправдами Ванадій рветься до своєї мети...

## У ролях
- Любов Поліщук — Тетяна Федорівна
- Ігор Скляр — Ванадій
- Ірина Юревич — Лена
- Ольга Кузнєцова — Надя
- Ігор Дмитрієв — режисер м'юзік-холу
- Сергій Мигицко — керівник оперного колективу
- Михайло Свєтін — директор палацу
- Віктор Іллічов — староста колективу
- Олена Фетисенко — Таня
- Олексій Кожевников — Анатолій, отець Ванадія (немає в титрах)
- У зйомках брали участь артисти ленінградських театрів та колектив Ленінградського Мюзик-холу, художній керівник — І. Рахлін

## Творча група
- Автор ценарію: Г. Антошин
- Режисер-постановник: Микола Ковальський
- Оператори-постановники: Євген Гречановський, Микола Ільчук
- Художник-постановник: Іван Пуленко
- Композитор: Віктор Лебедєв
- Текст пісень: Борис Пургалін
- Балетмейстер: Кирило Ласкарі
- Звукооператор: Анатолій Подлєсний
- Режисер: А. Піскунов
- Оператор: Микола Івасів
- Художник по костюмам: Т. Мигицко
- Художник по гриму: Григорій Волошин
- Режисер монтажу: Віра Бейліс
- Редактор: Е. Демченко
- Музичний редактор: Г. Бурименко
- Комбіновані зйомки: оператор — Всеволод Шлемов, художник — Іван Пуленко
- Оркестр під керівництвом Олега Куценка
- Звукорежисер: Б. Ващенко
- Директор картини: Анатолій Вінярський